# Steve Posey
Stephen ‘Steve‘ Lewis Posey (* 16. Februar 1949 in den USA) ist ein US-amerikanischer Kameramann und Regisseur.

## Leben
Posey hat nach seiner Berufsausbildung ab Mitte der 1970er Jahre die Filmbranche von der Pike auf kennengelernt. In den folgenden Jahren arbeitete er unter anderem als Beleuchter- und Kameraassistent, Elektriker und einfacher Kameramann. Bei einigen Filmen ließ man ihn auch zusätzliche Aufnahmen anfertigen, ab 1975 dirigierte er die Kamera bei Blaxploitation- und Kurzfilmen.
Seit Beginn der 80er Jahre arbeitete Posey regelmäßig als Chefkameramann. Er drehte durchgehend B-Produktionen. Dabei handelte es sich zunächst anfänglich überwiegend um Horrorfilme. Später fotografierte Posey auch actionhaltige Stoffe, Thriller und Krimis, seltener Komödien. In den 1990er Jahren führte Steve Posey häufig Regie bei Fernsehproduktionen, zumeist einzelne Folgen von Serien aus den Science-Fiction- und Fantasy-Genres. Seit Beginn des neuen Jahrtausends ist er nicht mehr aktiv.

## Filmografie (Auswahl)
Kamera
- 1975: Doubletalk (Kurzfilm)
- 1976: Emma Mae
- 1976: In the Region of Ice (Kurzfilm)
- 1980: Angst (Bloody Birthday)
- 1981: Wo der Schrecken wohnt (The House Where Death Lives)
- 1982: Blood Song
- 1982: The Slumber Party Massacre
- 1984: Savage Street – Straße der Gewalt (Savage Street)
- 1985: Hellhole
- 1985: Freitag der 13. – Ein neuer Anfang (Friday the 13th: A New Beginning)
- 1986: Welcome to 18 – Jetzt wird’s gefährlich (Welcome to 18)
- 1986: The Lone Star Kid
- 1987: Drei auf dem Highway – Three for the Road (Three for the Road)
- 1987–89: NAM – Dienst in Vietnam (Tour of Duty, auch Regie)
- 1993: Blind Love (The Man with Three Wives)
- 1993: Atemlose Flucht (River of Rage: The Taking of Maggie Keene)
- 1995: Mit der Angst in ihren Augen (Deadly Whispers)
- 1995: Geraubte Unschuld (Stolen Innocence)
- 1996: Geiseldrama an Bord von Flug 285 (Hijacked: Flight 285)
- 2001: Odessa or Bust (Kurzfilm)

Regie
- 1989: Dr. Kulani – Arzt auf Hawaii (Island Son)
- 1990: DEA
- 1990: The Young Riders
- 1995: Babylon 5
- 1995: Xena – Die Kriegerprinzessin (Xena: Warrior Princess)
- 1996: Space 2063 (Space: Above and Beyond)
- 1996: Hercules (Hercules: The Legendary Journeys)
- 1996: Pacific Blue – Die Strandpolizei (Pacific Blue)
- 1997: Buffy – Im Bann der Dämonen (Buffy the Vampire Slayer)
- 1997: Dark Skies – Tödliche Bedrohung (Dark Skies)
- 1997: Renegade – Gnadenlose Jagd (Renegade)
- 1998/99: Star Trek: Deep Space Nine